# Arichanna ramosa
Arichanna ramosa là một loài bướm đêm trong họ Geometridae.